# 리원데

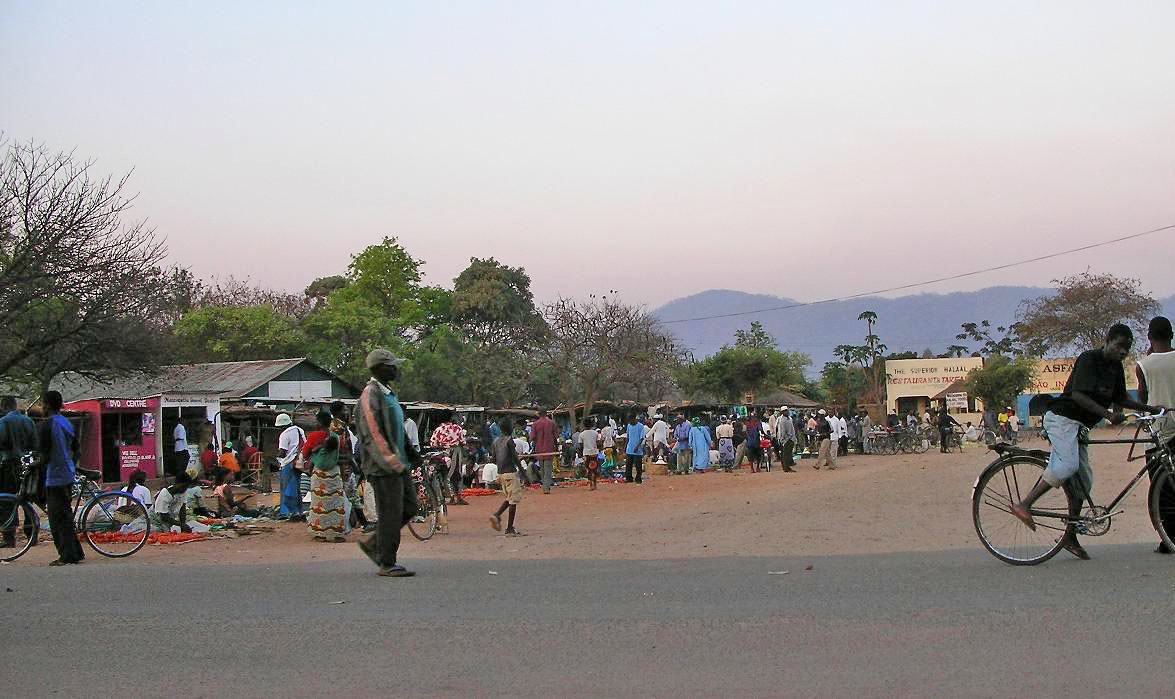
리원데에 있는 시장

리원데(Liwonde)는 말라위 남부 주 마칭가 현에 위치한 도시로, 인구는 29,489명(2008년 기준)이며 시레 강, 리원데 국립공원과 접한다.